# Суходольська-Дикова Марія Денисівна
Суходольська-Дикова (справжнє прізвище Дика) Марія Денисівна (13 листопада 1879, Сімферополь — 26 лютого 1974, Москва) — акторка, Заслужена артистка УРСР (1943), дружина Олекси Суходольського.

## Життєпис
З 1894 р. — у трупі Г. Деркача.
У 1898—1918 рр. — у трупі О. Суходольського.
З 1918 — у пересувному народному театрі «Гарт».
У 1919—1931 рр. — у театрах Києва і Полтави.
У 1931—1934 рр. — у Харківському театрі Революції.
У 1935 — 1942 рр. — у Державному Драматичному Театрі ім. Т. Шевченка в Харкові.

## Ролі
- Маруся Богуславка (у одойменній п'єсі М. Старицького)
- Лучицька (Талан" М. Старицького)
- Федоска («Дві сім'ї» М. Кропивницького)
- Олена(«Глитай, або ж Павук» М. Кропивницького)
- Морозиха («Дай серцю волю, заведе в неволю» М. Кропивницького)
- Кабаниха («Гроза» О. Островського)
- Гурмижська («Ліс» О. Островського),
- Христина Архипівна («Платон Кречет» О. Корнійчука),
- Голда («Тев'є-молочник» Шолом Алейхема).

Головні ролі у спектаклях за п'єами В. Винниченка, Я. Мамонтова та інші.